# Söjtör
Söjtör is een plaats (község) en gemeente in het Hongaarse comitaat Zala. Söjtör telt 1628 inwoners (2001).

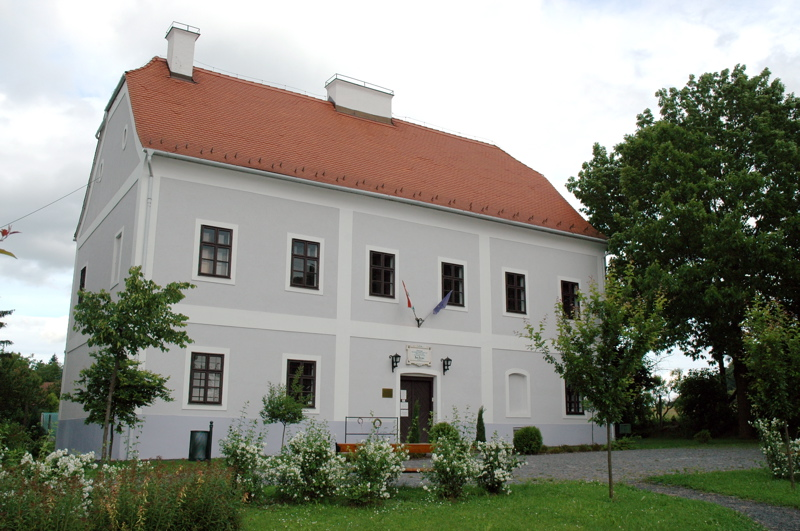
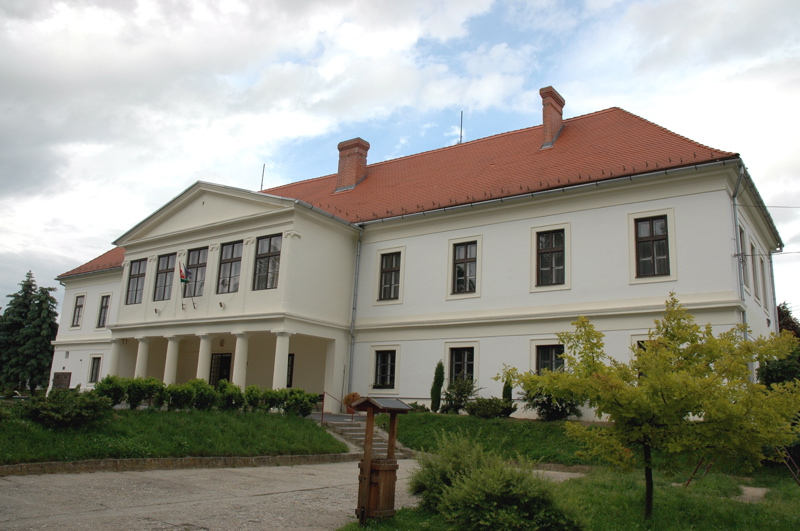